# 峪岭乡
峪岭乡是中国陕西省渭南市富平县下辖的一个乡。

## 行政区划
峪岭乡下辖以下行政区：
北峪村、漫町村、店上村、烟峪村、清峪村、岳白村、高塬村、三尺村、塔北村、木林峪村、贾沟村